# Општина Рошииле (Валча)
Рошииле (рум. Roşiile) општина је у Румунији у округу Валча.
Oпштина се налази на надморској висини од 293 m.